# Cliff Wilson
Clifford Wilson, né le 10 mai 1934 et mort le 21 mai 1994, était un joueur de snooker professionnel gallois.

## Carrière
Wilson devient professionnel en 1979, à l'âge de 45 ans. Il remporte son premier match 9-7 contre John Pulman lors du championnat du Royaume-Uni de 1979 avant de s'incliner face à Terry Griffiths au tour suivant 9-4. Lors de son premier championnat du monde en 1980, il bat Frank Jonik en qualifications et s'incline face à Doug Mountjoy au premier tour. Au cours de la saison 1980-1981, il atteint la finale du championnat professionnel gallois de 1981, s'inclinant face à Ray Reardon.
Grâce à des victoires sur Joe Johnson et Jimmy White, Wilson atteint son premier quart de finale dans un tournoi comptant pour le classement mondial  à l'Open international de 1982, s'inclinant face au futur champion Tony Knowles. Il atteint ensuite un deuxième quart de finale dans cette catégorie de tournois au Grand Prix de 1985 puis perd d'autres quarts de finale à l'Open international de 1986, au Classique de 1987 et à l'Open international de 1989.
Il fait son entrée dans les seize premiers rangs du classement mondial pendant une saison, en 1988-1989, saison durant laquelle il se classe 16e. Ce classement lui permet d'obtenir une place au Masters de 1989, où il revient de 0-2 à 2-2 contre le champion du monde en titre, Steve Davis, avant que ce dernier ne l'emporte 5-2. Il remporte ensuite le premier championnat du monde seniors en 1991 en battant Eddie Charlton 5-4 en finale, après des victoires sur Mountjoy et Griffiths. Dans la finale, Charlton menait 4 à 2 et n'avait plus qu'à empocher la bille bleue et la bille rose pour gagner le match mais Wilson a remporté trois manches d'affilée pour remporter son premier titre professionnel à l'âge de 57 ans.
En tant que professionnel, il enregistre des victoires sur un certain nombre de joueurs de premier ordre. En janvier 1992, il bat Ken Doherty à l’Open du pays de Galles avant de s'incliner face à Darren Morgan. Plus tard dans l'année, il joue contre le jeune Ronnie O'Sullivan au championnat du Royaume-Uni, s'imposant 9 à 8. Doherty et O'Sullivan remporteront tous deux ces mêmes tournois l'année suivante.
Vers la fin de sa vie, Wilson souffre de nombreux problèmes au niveau du dos, du genou et du cœur, pour finalement développer « une maladie inopérable du foie et du pancréas », qui entraînera sa mort. Bien qu'il continue à jouer professionnellement, enregistrant un century break à l'Open international en janvier 1994, il meurt en mai de cette année-là, à l'âge de 60 ans.

## Palmarès
| Légende | Catégorie                      | Titres                         | Finales                        |
|         | Tournois classés               | 0                              | 0                              |
|         | Tournois non classés           | 0                              | 2                              |
|         | Tournois pro-am                | 1                              | 2                              |
|         | Tournois seniors               | 1                              | 0                              |
|         | Tournois amateurs              | 4                              | 1                              |
| Gras    | Tournois de la triple couronne | Tournois de la triple couronne | Tournois de la triple couronne |

### Victoires
| Saison    | Nom du tournoi                            | Lieu           | Finaliste      | Score | Tableau |
| 1956      | Championnat du pays de Galles amateur     |                | V. Wilkins     |       |         |
| 1976-1977 | Tournoi Pontins pro-am (automne)          | Prestatyn      | Paul Medati    | 7-4   |         |
| 1977      | Championnat du pays de Galles amateur (2) |                | Dai Thomas     | 8-1   |         |
| 1978      | Championnat du monde amateur              | Ir-Rabat       | Joe Johnson    | 11-5  |         |
| 1979      | Championnat du pays de Galles amateur (3) |                | Geoff Thomas   | 8-5   |         |
| 1991-1992 | Championnat du monde seniors              | Stoke-on-Trent | Eddie Charlton | 5-4   |         |

### Finales
| Saison    | Nom du tournoi                         | Lieu      | Finaliste       | Score | Tableau |
| 1954      | Championnat d'Angleterre amateur       |           | Geoff Thompson  | 9-11  |         |
| 1979-1980 | Tournoi Pontins pro-am (printemps)     | Prestatyn | Willie Thorne   | 3-7   |         |
| 1980-1981 | Championnat du pays de Galles          | Ebbw Vale | Ray Reardon     | 6-9   | Tableau |
| 1980-1981 | Tournoi Pontins pro-am (printemps) (2) | Prestatyn | John Hargreaves | 2-7   |         |
| 1983-1984 | Championnat du pays de Galles (2)      | Ebbw Vale | Doug Mountjoy   | 3-9   | Tableau |